# Schweiziske Alper
I de Schweiziske Alper findes mere end 74 bjerge, der er over 4.000 m høje. 55 ligger helt i Schweiz, og over 19 ligger langs grænsen til Italien. De tolv højeste bjerge i Schweiz ligger i Wallis-Alperne. Det højeste bjerg her er Dufourspitze i Monte Rosa-massivet på 4.634 m.o.h. Dufourspitze er samtidigt det højeste punkt i Schweiz, selv om det delvis er på italiensk territorium. Det højeste bjerg, der helt ligger på schweizisk territorium, er Dom i Wallis-Alperne på 4.545 m.o.h. I udlandet er Schweiz' mest kendte bjerg Matterhorn (4.478 m.o.h.), der ligeledes ligger i Wallis-Alperne.
De mest markante punkter i østalperne er Piz Bernina (4.049 m.o.h.), der er det østligste bjerg over 4.000 m i Alperne, og Piz Palü (3.901 m.o.h.).
I foralperne er bjergene mindre. Kendte punkter er her bjerget Pilatus ved Luzern (2.132 m.o.h.), Mythen (1.898 m.o.h.), Rigi (1.797 m.o.h.) og Säntis (2.502 m.o.h.).
46°30′N 8°30′Ø / 46.5°N 8.5°Ø